# Wisnu Witono Adhi
Vishnu Witono Adhi (Yakarta, 9 de septiembre de 1983) es un cantante noruego. En 2006 ingresó al top 5 de "Noruega Idol". Es el único participante asiático en llegar a la quinta ronda. A partir de ahí, comenzó a interpretar en vivo temas de música tradicional noruega, sueca, bandas sonoras de películas y de Michael Buble.

## Discografía
- Love Like That, 2007
- Follow Me, 2008
- Me, Myself & I, 2009